# Glad

Formațiuni statale medievale în secolele IX - XIII

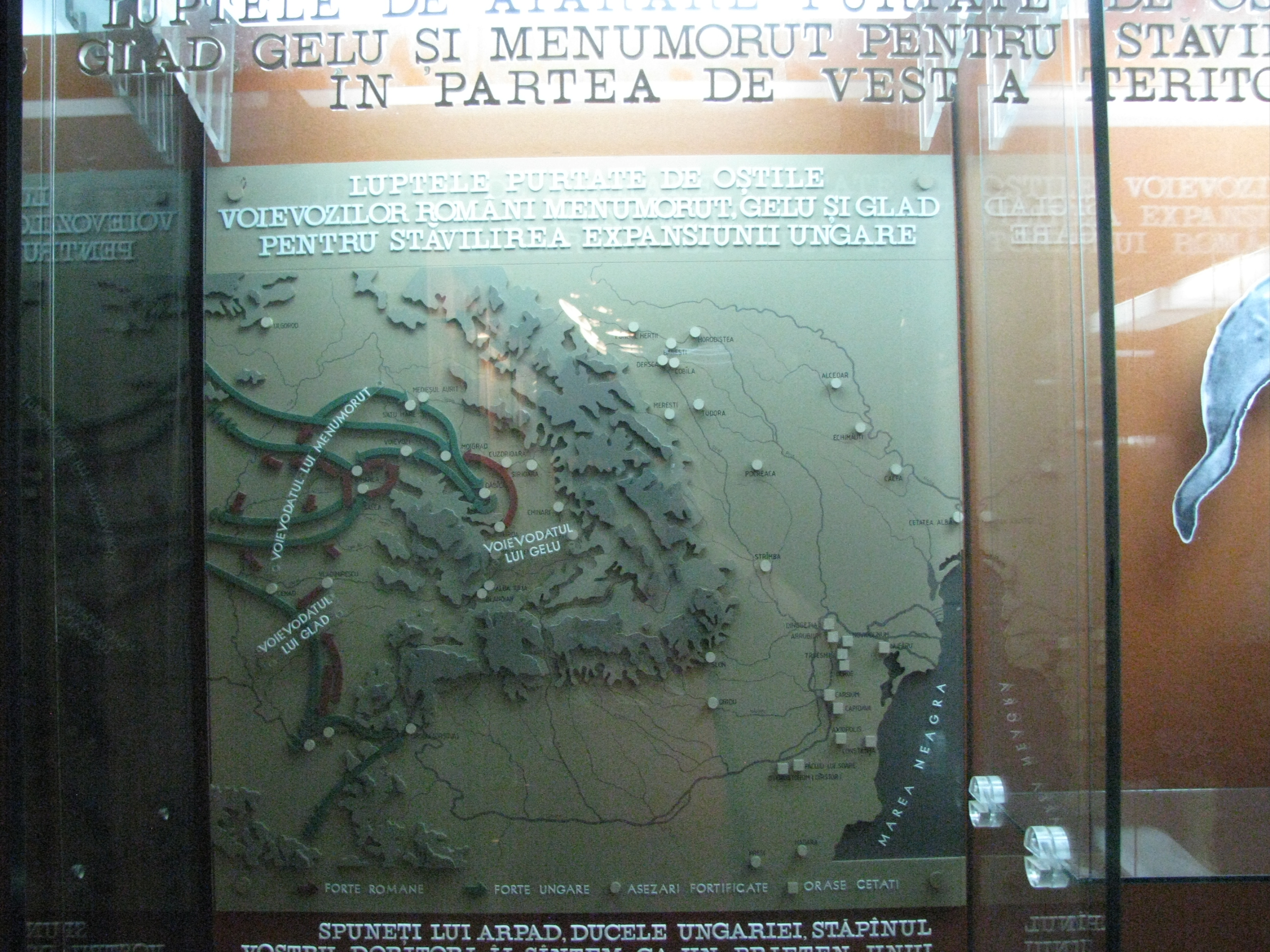
Harta cu luptele purtate de oștile lui Glad, Gelu și Menumorut pentru stăvilirea expansiunii ungare
(Muzeul Național al Unirii Alba Iulia)

Glad a fost voievod (duce) al unei formațiuni statale medievale timpurii localizată pe teritoriul Banatului istoric (teritoriul dintre Tisa, Mureș, Dunăre și Carpați), în prima jumătate a secolului al X-lea. Reședința principală a ducelui era Morisena (astăzi Cenad).

## Voievodatul (ducatul) bănățean

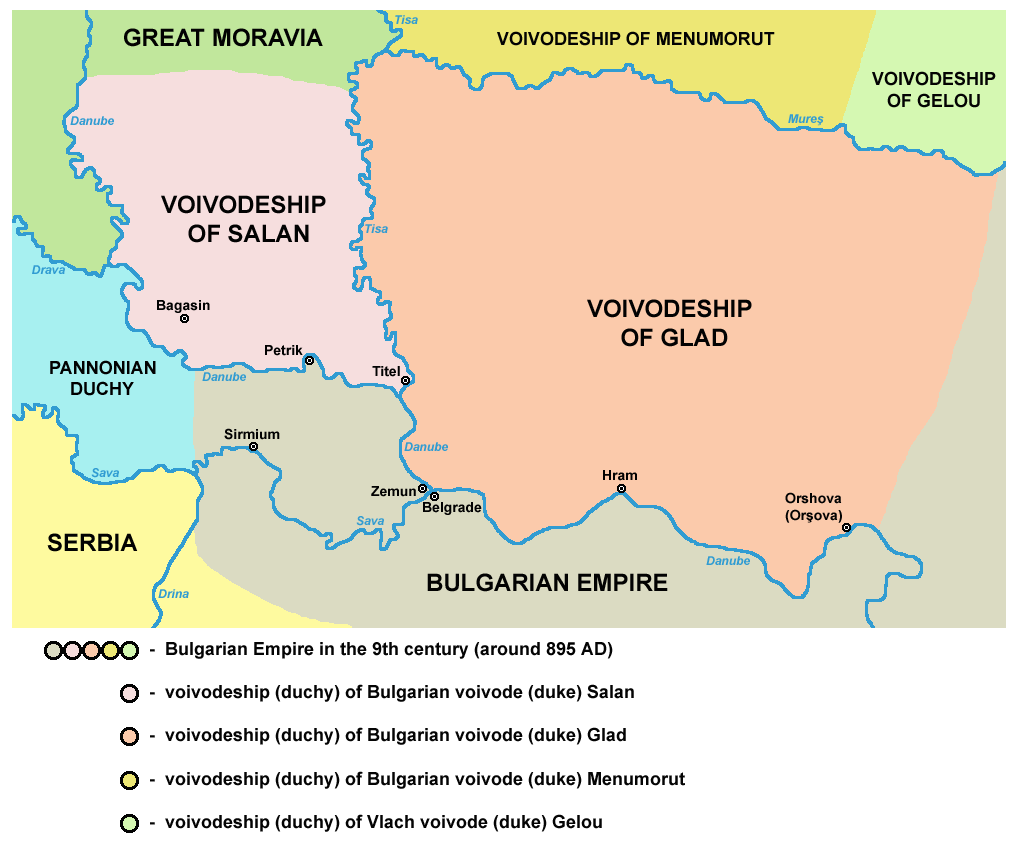
Ducatul lui Glad în portocaliu

Se presupune că teritoriul bănățean era, până la moartea țarului Simeon I al Bulgariei, în 927,  o marcă a țaratului bulgar. Ieșirea voievodatului de sub tutela bulgară s-a produs, probabil cu ajutor cuman, imediat după această dată, pe fondul slăbirii accentuate a influenței Bulgariei în sud-estul european. 
Voievodatul a fost atacat, după toate probabilitățile înainte de 934, de o expediție a cetelor maghiare, conduse de Zuard, Cadusa (fratele lui Zuard) și Boyta care, într-o primă fază, a cucerit partea nord-vestică a voievodatului. După relatările notarului anonim al regelui maghiar Béla al III-lea în Gesta Hungarorum, Glad s-a opus năvălitorilor în mai multe bătălii.
Prima s-a desfășurat pe râul Timiș, într-un loc numit Vadum Arenarum (Vadul nisipurilor identificat cu Foeni, sat românesc la granița cu Serbia), unde armata sa, compusă din bulgari , cumani și români, a fost înfrântă.
A doua bătălie a avut loc la fortăreața Kevea (Keue sau Cuvin), în Banatul sârbesc (există și opinia după care această fortificație ar fi localizată la nord de Mureș, la Cuvin, Arad),în care voievodul a fost silit să ceară pace, cedând coaliției de triburi maghiare această cetate.
Următoarea confruntare a fost la Urscia (Orșova pe malul Dunării.
Ultimul urmaș al lui Glad, ducele Ahtum, care s-a creștinat ortodox (circa 1000), este îndepărtat de la conducerea ducatului prin 1003-1004, când Chanadinus (Cenad) și oștile maghiare intră în Morisena. În timpul lui Ahtum s-a construit o mănăstire ortodoxă la Morisena. În anul 1038 este înscăunat Gerard ca episcop de Cenad (Morisena)după ridicarea unei mănăstiri catolice.

## Toponimie

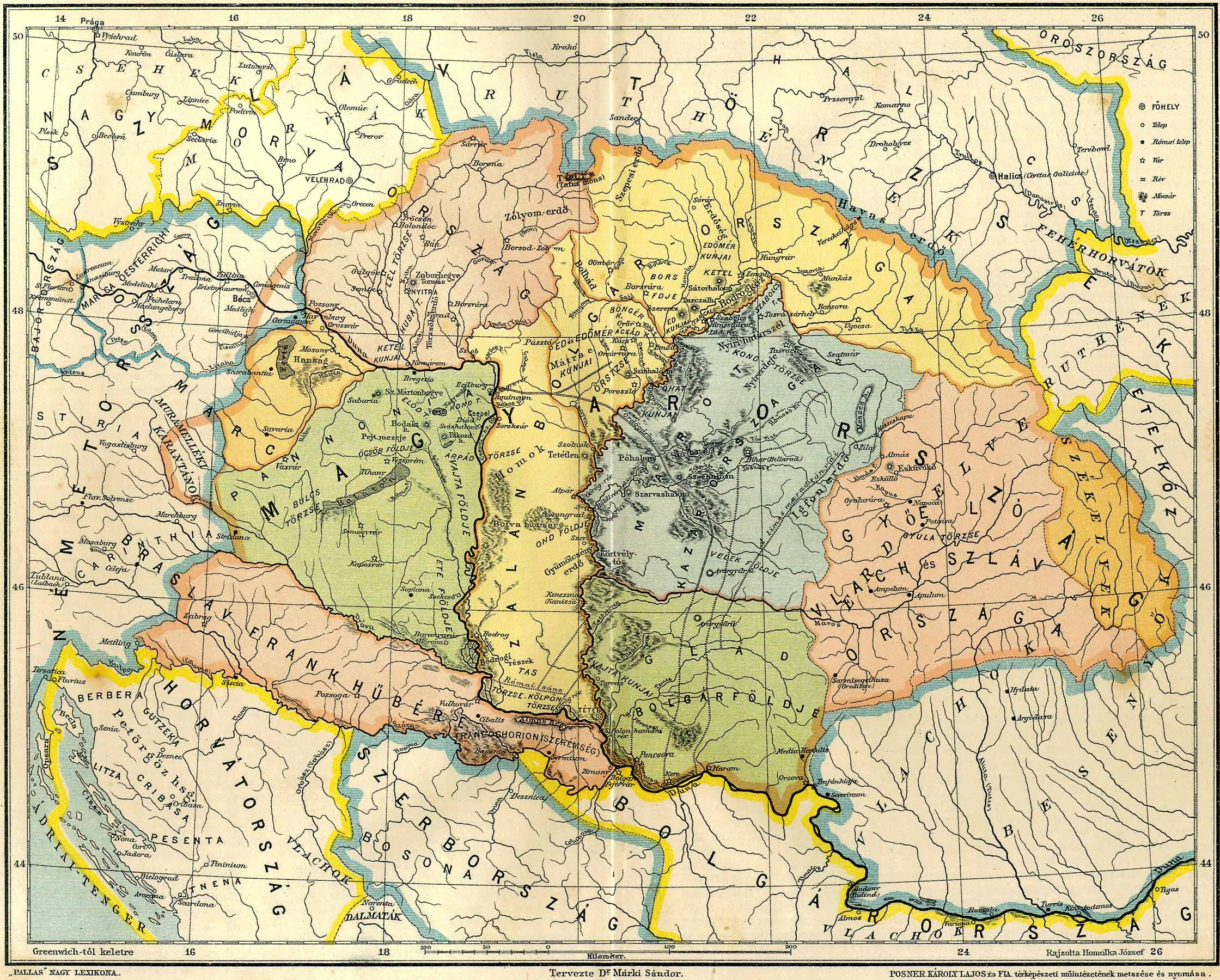
Formațiuni statale medievale după descrierea lui Anonymus (sec. XIII)

În toponimia bănățeană sunt cunoscute două localități Gladna: Gladna Montană și Gladna Română, atestate din perioada medievală, Cladova cu numele vechi Gladova, Ghilad, pârâul Galacka, în Serbia, la sud de Aranca și alte nume topice, în apropierea Banatului, la nord de Mureș.
Originea numelui Glad este nesigură. Există mai multe ipoteze:
- origine slavă: teorie susținută de toponime slave de lângă Marea Baltică cu ar fi: Gladichov, Gladyšov, Gladišov . Iar în zona Balcanilor apar o serie de toponime cu radăcina Glad cum sînt: Gladnica, Gladnić, Gladnik, Gladojević, Gladović, Gladovići, Glade, Gladovdo, Gladova Vrtača, Gladovrh, Gladov krš (în Serbia), Gladište (în Muntenegru), Gladišev Dol (in Metohia).
- origine latină: Gladius este un nume foarte des întîlnit printre locuitorii stabiliți în întreaga regiune după cum apare într-o serie de înscrisuri romane.
- există chiar și o ipoteză care susține originea celtică pornind de la relativa asemănare: Gal-Gla și pe toponime ca: Galați, Galata, Galiția etc.

Glad ar putea fi și o formă locală a numelui Vlad, Vladimir.